# Деккер, Бруклин
Бру́клин Даниэ́ль Де́ккер-Ро́ддик (англ. Brooklyn Danielle Decker Roddick; 12 апреля 1987, Кеттеринг, Огайо, США) — фотомодель и актриса

, известная по появлениям в спецвыпусках Sports Illustrated (Swimsuit Issue), включая обложку 2010 года.

## Карьера
В дополнение к работе в Victoria’s Secret для коллекции «Swim» до 2010 года, она сыграла роли в сериалах «Дурнушка» (2009), «Чак» (2009) и «Дорогой доктор» (2009). Также она сыграла одну из главных ролей в фильмах «Притворись моей женой» (2011)и «Морской бой» (2012).

## Личная жизнь
С 17 апреля 2009 года Бруклин замужем за теннисистом Энди Роддиком, с которым она встречалась 2 года до их свадьбы. У супругов есть двое детей — сын Хэнк Роддик (род. 30.09.2015) и дочь Стиви Роддик (род. в декабре 2017).

## Фильмография
| Год       |     | Русское название                | Оригинальное название                | Роль               |
| --------- | --- | ------------------------------- | ------------------------------------ | ------------------ |
| 2007      | тф  | Липшиц спасает мир              | Lipshitz Saves the World             | Ребекка Феллини    |
| 2009      | с   | Чак                             | Chuck                                | Кандидат на работу |
| 2009      | с   | Дорогой доктор                  | Royal Pains                          | Рейчел Райдер      |
| 2009      | с   | Дурнушка                        | Ugly Betty                           | Лекси              |
| 2011      | ф   | Притворись моей женой           | Just Go with It                      | Палмер Додж        |
| 2012      | ф   | Морской бой                     | Battleship                           | Саманта «Сэм» Шейн |
| 2012      | ф   | Чего ждать, когда ждёшь ребёнка | What to Expect When You’re Expecting | Скайлер Купер      |
| 2012      | с   | Лига                            | The League                           | Джина Джибиатти    |
| 2013      | с   | Новенькая                       | New Girl                             | Холли              |
| 2014      | кор | Тройничок Бруклин Деккер        | Brooklyn Decker Threesome            | Бруклин Деккер     |
| 2014      | с   | У друзей жизнь лучше            | Friends with Better Lives            | Джулс Талли        |
| 2014      | ф   | Драйвер на ночь                 | Stretch                              | Кэндес             |
| 2015      | ф   | Любовь, как спорт               | Results                              | Эрин               |
| 2015—2018 | с   | Грейс и Фрэнки                  | Grace and Frankie                    | Мэллори Хансон     |
| 2016      | ф   | Песня о любви                   | Lovesong                             | Лили               |
| 2016      | ф   | Случайные связи                 | Casual Encounters                    | Лора Леонард       |
| 2017      | ф   | Лейкопластырь                   | Band Aid                             | Кэндис             |
| 2018      | ф   | Поддержите девушек              | Support the Girls                    |                    |